# NGC 735
NGC 735 est une galaxie spirale située dans la constellation du Triangle. NGC 735 a été découverte par l'astronome germano-britannique William Herschel en 1784.

## Caractéristiques
Sa vitesse par rapport au fond diffus cosmologique est de 4 374 ± 18 km/s, ce qui correspond à une distance de Hubble de 64,52 ± 4,52 Mpc (∼210 millions d'al).
À ce jour, huit mesures non basées sur le décalage vers le rouge (redshift) donnent une distance de 69,662 ± 6,928 Mpc (∼227 millions d'al), ce qui est à l'intérieur des valeurs de la distance de Hubble. Notons cependant que c'est avec la valeur moyenne des mesures indépendantes, lorsqu'elles existent, que la base de données NASA/IPAC calcule le diamètre d'une galaxie et qu'en conséquence le diamètre de NGC 735 pourrait être d'environ 35,8 kpc (∼117 000 al) si on utilisait la distance de Hubble pour le calculer.
La classe de luminosité de NGC 735 est II et elle présente une large raie HI.
Selon la base de données Simbad, NGC 735 est une radiogalaxie.

## Supernova
Trois supernovas ont été découvertes dans NGC 735 : SN 1972L, SN 2000dj et SN 2006ei.

### SN 1972L
Cette supernova a été découverte le 3 septembre 1972 par l'astronome américain John Huchra. Le type de cette supernova n'a pas été déterminé.

### SN 2000dj
Cette supernova a été découverte le 8 septembre 2000 par A. B. Aazami et W. D. Li dans le cadre du programme conjoint LOSS/KAIT (Lick Observatory Supernova Search de l'observatoire Lick et The Katzman Automatic Imaging Telescope de l'université de Californie à Berkeley. Cette supernova était de type II.

### SN 2006ei
Cette supernova a été découverte le 21 août 2006 par D. R. Madison et W. Li report dans le cadre du programme conjoint LOSS/KAIT (Lick Observatory Supernova Search de l'observatoire Lick et The Katzman Automatic Imaging Telescope de l'université de Californie à Berkeley. Cette supernova était de type Ic.

## Groupe de NGC 669
NGC 735 fait partie du groupe de NGC 669. Ce groupe comprend plus d'une trentaine de galaxies, dont 15 figurent au catalogue NGC et 3 au catalogue IC.